# Nobukimi Anajama
Nobukimi Anajama (1532–1582), známý též pod jménem Baisetsu, byl jedním z 24 generálů vojsk Šingena Takedy ve 4. bitvě o Kawanakadžimu (1561) a v bitvě o Mitakagaharu (1572). Byl ženatý s Šingenovou sestrou. Za své služby obdržel v roce 1569 hrad a pozemky v provincii Suruga, kde strávil bezmála 10 let života. Byl významným článkem v hierarchii klanu Takeda pod vedením Kacujoriho. Kacujori jej pověřil, aby vedl armádu do bitvy u Nagašina (1575). Jejich vzájemné neshody a nevraživost však způsobily citelné rány Beisecuovým vazbám na klan Takeda, což zřejmě vedlo k jeho přeběhnutí pod vládu Iejasua Tokugawy. Za několik měsíců, po smrti Nobunagy Ody, doprovázel Iejasua na cestě do Kjóta. Domů se vraceli každý jinou cestou, během této pouti byl zabit. Vypráví se, že jeho smrt způsobili pomstychtiví vazalové klanu Takeda, kteří Anajamu několik týdnů stopovali.